# Grand Central-42nd Street
La stazione di Grand Central-42nd Street è una stazione della metropolitana di New York. Il complesso è costituito da tre distinte stazioni situate sulle linee IRT 42nd Street Shuttle, IRT Fulshing e IRT Lexington Avenue. Sorge al di sotto del famoso Grand Central Terminal, servito dalle linee della Metro-North Railroad e della Long Island Rail Road.
I suoi 44 893 301 passeggeri la rendono, al 2013, la seconda stazione più trafficata di tutta la rete metropolitana.

## Storia
La prima stazione ad essere inaugurata fu quella sull'attuale linea IRT 42nd Street Shuttle, aperta il 27 ottobre 1904 come parte della prima linea metropolitana sotterranea di New York, all'epoca gestita dall'Interborough Rapid Transit Company. Il 22 giugno 1915, toccò invece alla stazione sulla linea IRT Flushing e tre anni più tardi, il 17 luglio 1918, venne aperta la stazione sull'attuale linea IRT Lexington Avenue. L'apertura del 1918 portò al completamento di quello che allora era noto come H system, come conseguenza, la linea 42nd Street Shuttle venne scollegata dalla rete, in quanto non era più necessario il collegamento primario tra la linee Lexington Avenue e IRT Broadway-Seventh Avenue, ed iniziò ad essere utilizzata solo dall'omonima navetta.
Nel 1954, il binario numero 4 della linea 42nd Street Shuttle venne automatizzato, tuttavia, nel 1964, venne distrutto da un incendio che coinvolse la stazione e che porto anche alla sostituzione delle originali banchine in legno con le attuali banchine in cemento. Negli anni successivi, la stazione è stata sottoposto a vari interventi, anche se alcune sezioni devono essere ancora ammodernate; tra i vari lavori possiamo ricordare quello che riguarda la climatizzazione del piano binari, attualmente completato solo sulla linea Lexington Avenue.
Nel settembre 2009 il terrorista Najibullah Zazi e altri presunti cospiratori sono stati arrestati con l'accusa di far parte di un piano di al-Qaida che doveva essere realizzato in quel mese e che aveva come obbiettivo la metropolitana di New York, compresa anche la stazione di Grand Central. Al successivo processo, Zazi venne poi dichiarato colpevole.

## Strutture e impianti
Innanzitutto, la stazione può essere suddivisa in tre differenti livelli a partire dal piano stradale: il mezzanino con le banchine della linea IRT 42nd Street Shuttle, le banchine della linea IRT Lexington Avenue e le banchine della linea IRT Flushing.

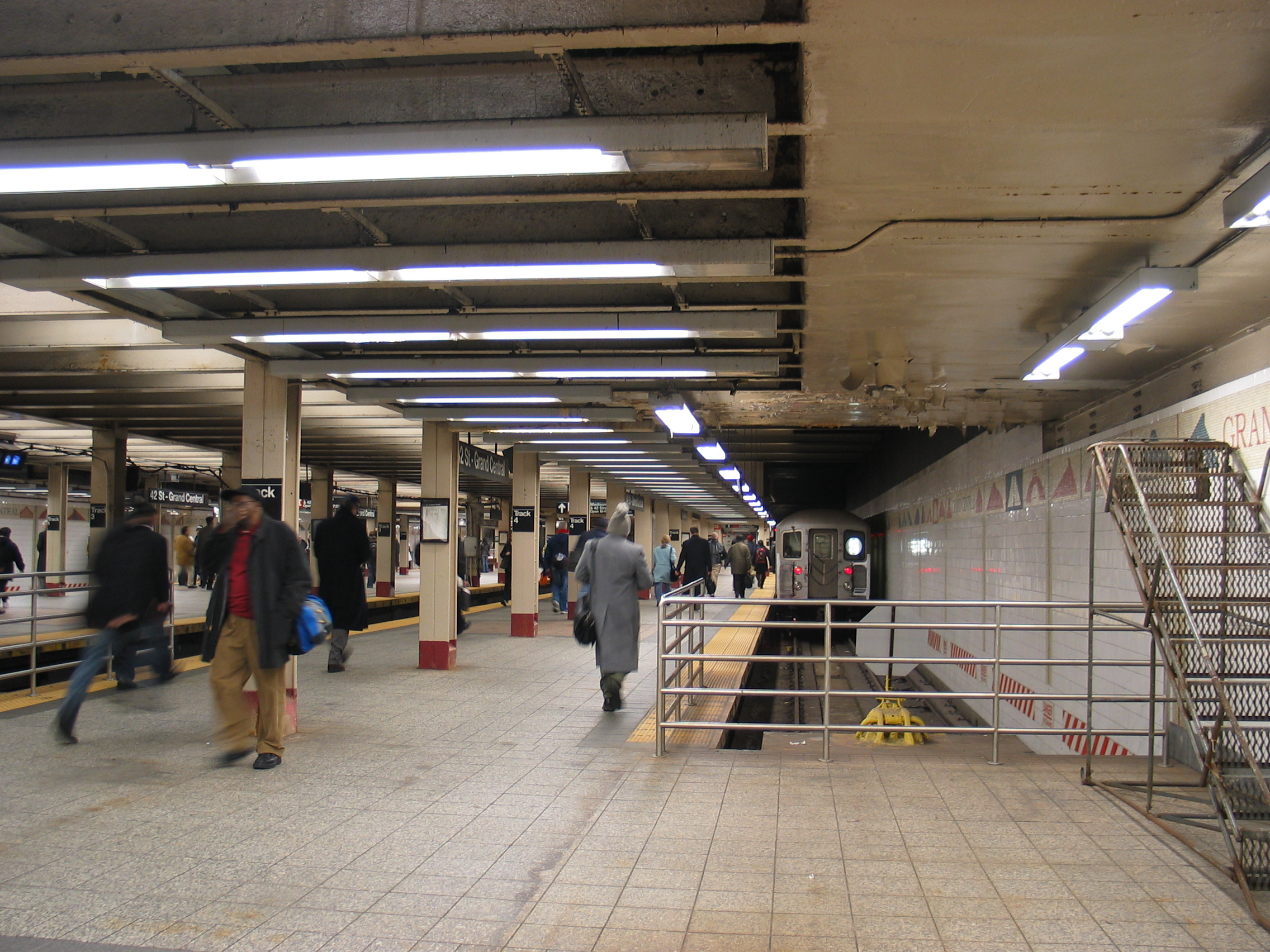
Banchine della navetta.

La stazione sulla linea 42nd Street Shuttle è una stazione sotterranea di testa con due banchine ad isola e tre binari. In origine, la stazione era passante, fino al 1918, quando venne aperta la nuova estensione della linea Lexington Avenue; possedeva inoltre un binario in più rimosso nel 1975, per un totale di quattro. Si trova 6 metri sotto il livello stradale, allo stesso livello del mezzanino, e risulta accessibile ai portatori di disabilità anche se la mancata accessibilità dell'unica altra stazione della navetta, Times Square, rende di fatto la stazione non accessibile.
La stazione sulla linea Lexington Avenue è una stazione sotterranea passante con quattro binari, i due centrali espressi e i due laterali locali, e due banchine ad isola. Particolarità della stazione è la disposizione diagonale rispetto alla griglia stradale di Manhattan, motivo per cui era nota anche come Diagonal Station. È situata 15 metri sotto il livello della strada ed è accessibile ai portatori di disabilità. Esisteva, inoltre, un progetto della New York City Transit Authority per la costruzione di un livello inferiore con altri quattro binari.
La stazione sulla linea Flushing è una stazione sotterranea passante con una banchina ad isola e due binari, uno per direzione. Architettonicamente, grazie al soffitto curvo, assomiglia molto alle stazioni delle metropolitane di Londra, di Parigi e dell'europa orientale. Situata a 24 metri di profondità, è accessibile ai portatori di disabilità e possiede, inoltre, un'edicola sul piano binari.

## Movimento
Tipica particolarità della metropolitana di New York è la divisione fra le infrastrutture utilizzate e il servizio espletato, diversamente da quanto accade nel resto del mondo, dove l'infrastruttura e il servizio si sovrappongono. Si fa distinzione quindi fra line, ovvero le infrastrutture, come per esempio la linea IRT Lexington Avenue, e service, ovvero le linee che effettuano propriamente il servizio, come per esempio la linea 4 Lexington Avenue Express.
Possiamo, quindi, ora, affermare che la stazione di Grand Central, situata sulle linee IRT 42nd Street Shuttle, IRT Flushing e IRT Lexington Avenue, è servita dalle linee:
- 4 Lexington Avenue Express, sempre attiva;[15]
- 5 Lexington Avenue Express, sempre attiva, tranne tra mezzanotte e le 5 circa;[16]
- 6 Lexington Avenue and Pelham Local, sempre attiva;[17]
- 6 Lexington Avenue Local and Pelham Express, attiva solo nelle ore di punta nella direzione di picco;[17]
- 7 Flushing Local, sempre attiva;[18]
- 7 Flushing Express, attiva solo nelle ore di punta nella direzione di picco;[18]
- S 42nd Street Shuttle, sempre attiva, tranne tra mezzanotte e le 5 circa.[19]

## Servizi
Attualmente, solo le stazioni sulle linee IRT Flushing e IRT Lexington Avenue sono accessibili ai portatori di disabilità, attraverso una serie di ascensori. Teoricamente anche la stazione sulla linea IRT 42nd Street Shuttle sarebbe accessibile poiché si trova sullo stesso livello del mezzanino che è servito da alcuni ascensori, tuttavia la mancata accessibilità dell'altra stazione della navetta, Times Square, rende di fatto la navetta stessa non accessibile.
- Biglietteria automatica
- Posto di Polizia ferroviaria
- Negozi

## Interscambi
La stazione costituisce un importante punto di interscambio con le linee della Metro-North Railroad presso il Grand Central Terminal e con le linee della Long Island Rail Road presso la stazione di Grand Central Madison. In superficie, fermano numerose linee automobilistiche gestite da MTA Bus e NYCT Bus.
- Stazione ferroviaria
- Fermata autobus
- Stazione taxi